# Afvalraper

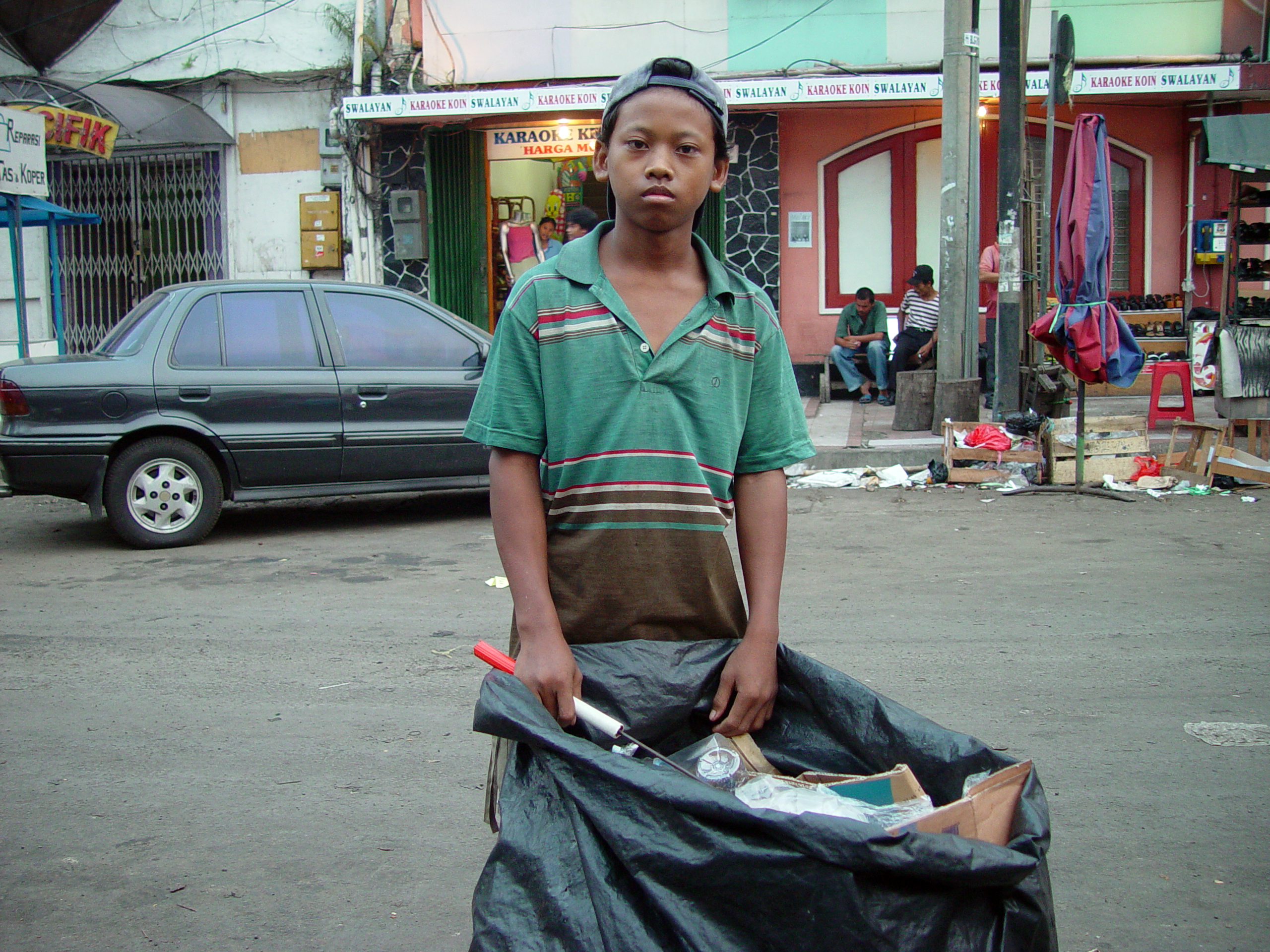
Afvalverzamelaar in Jakarta

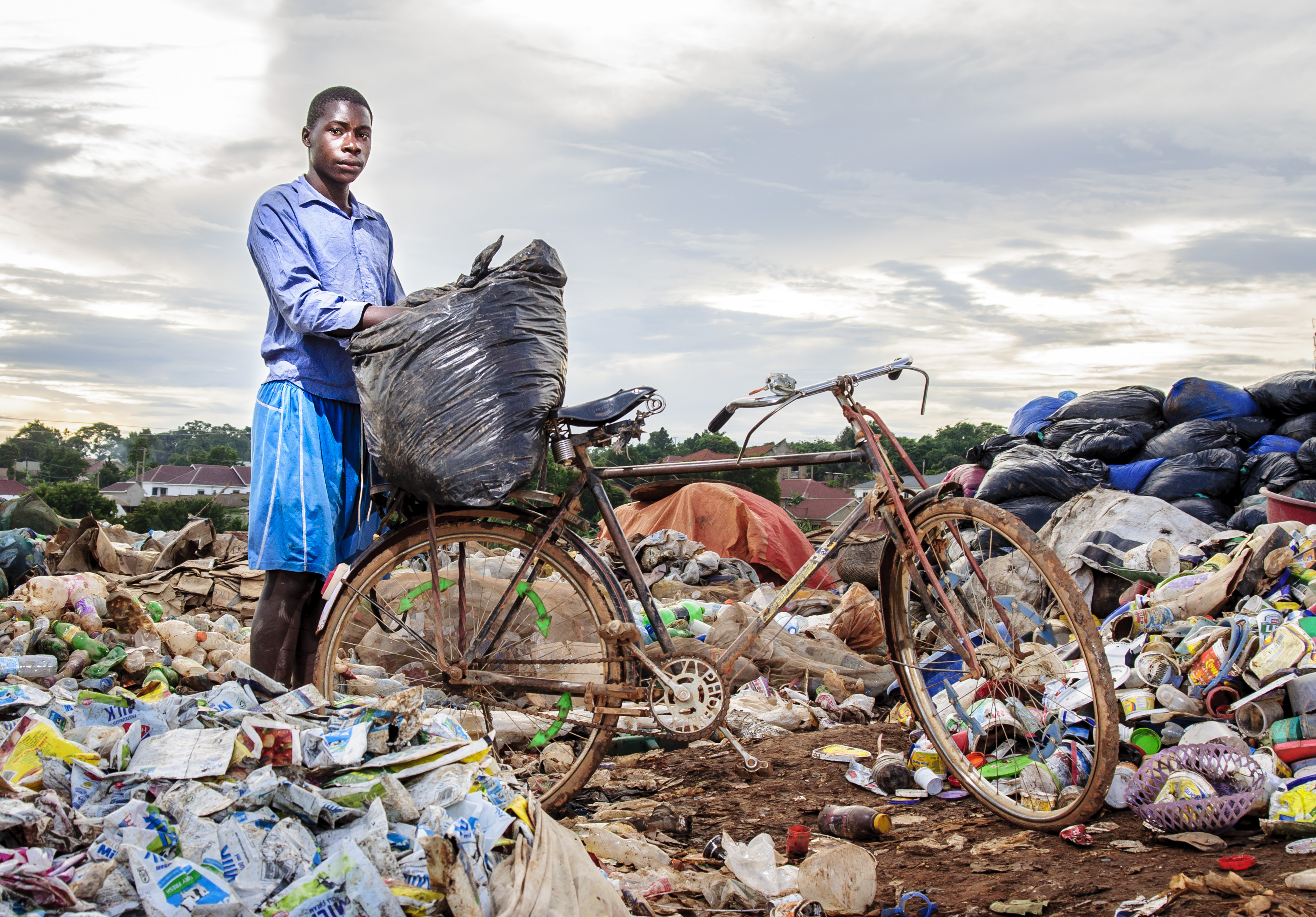
Een jongen in Oeganda op een afvalstortplaats

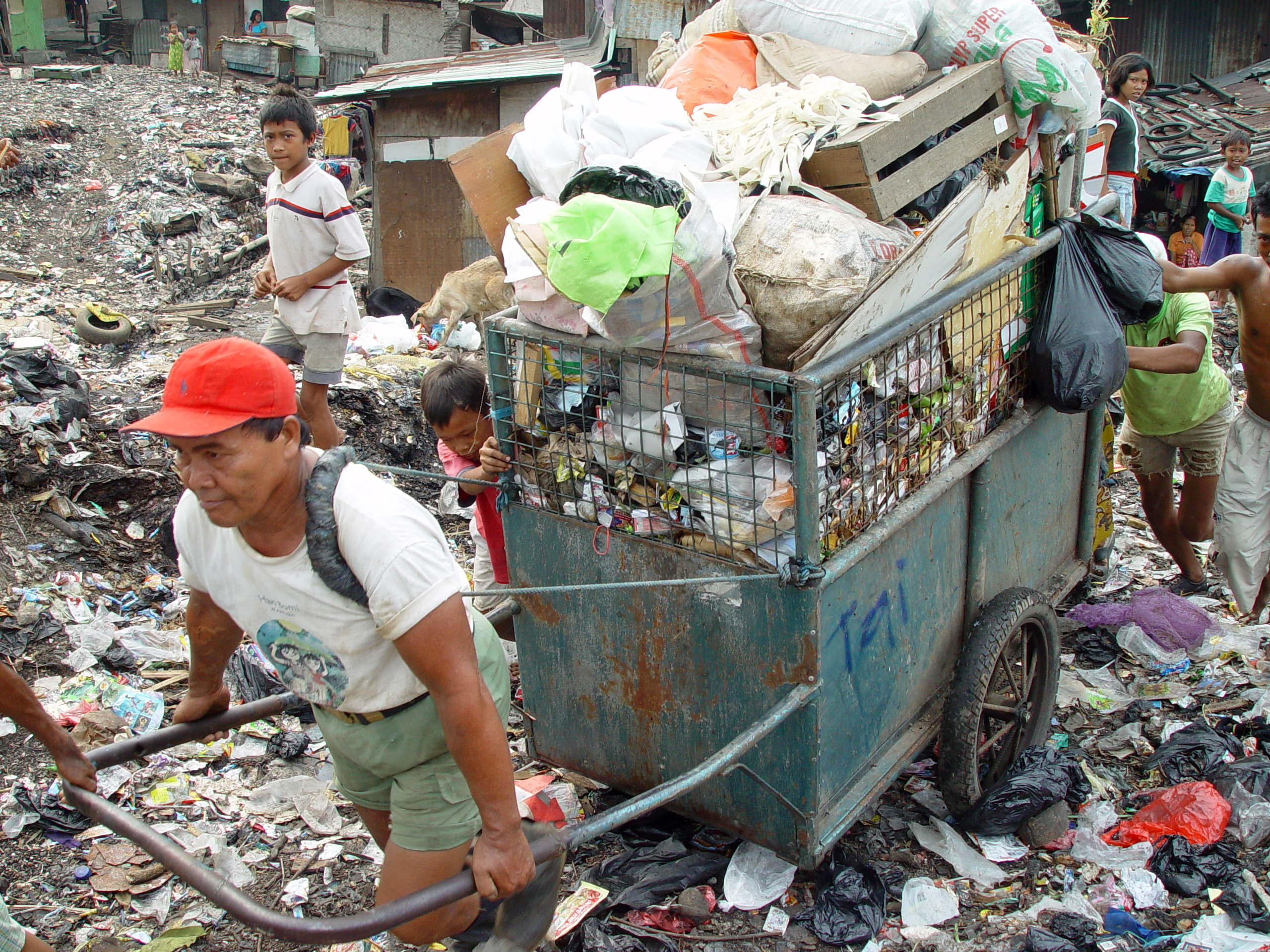
Vuilnisverzamelaars in Jakarta

Een afvalraper of -verzamelaar is iemand die recyclebaar afval en materiaal verzamelt dat door anderen is weggegooid, met het doel om van te leven of voor een schonere leefomgeving. Het afval wordt hergebruikt, verkocht, als statiegeld aangeboden of ter afvalverwerking ingeleverd. In ontwikkelingslanden gebeurt dit vaak in schrijnende levensomstandigheden op vuilnisbelten.
Wereldwijd zijn er miljoenen afvalverzamelaars, voornamelijk in ontwikkelingslanden, maar ook steeds vaker in postindustriële landen. In 2003 schatte de Wereldbank dat 1 à 2% van de wereldbevolking leeft van het verzamelen van afval.
Sinds de oudheid zijn er verschillende vormen van afvalverzameling geweest. De omvang van de inzameling nam toe tijdens de industrialisatie in de 19e eeuw. In de tweede helft van de 20e eeuw nam de afvalinzameling verder toe als gevolg van verstedelijking en wereldwijde afvalhandel.

## Oorzaken

### Postindustriële landen
Hoewel er in de 17e eeuw voddenmannen en schrootverzamelaars bestonden, kwam de moderne afvalverzameling in Europa en de Verenigde Staten pas in de 19e eeuw op gang. De combinatie van industrialisatie en verstedelijking leidde tot drie trends die de opkomst van de informele afvalinzamelingsindustrie bevorderden: de toegenomen productie van stedelijk afval, de toegenomen vraag naar grondstoffen en een toegenomen aantal stadsbewoners. Tegen het midden van de 20e eeuw nam de informele afvalinzameling af, toen de overheid de afvalinzameling steeds meer ging organiseren. Vanaf het midden van de jaren 1990 nam de informele afvalinzameling weer toe als gevolg van afnemende ruimte voor vuilstortplaatsen, beperkte aanwezigheid grondstoffen en bewustzijn van milieuschade.

### Ontwikkelingslanden
In de tweede helft van de 20e eeuw hebben binnenlandse migratie en hogere vruchtbaarheid gezorgd voor een hoge bevolkingsgroei in ontwikkelingslanden. Een groot deel van de nieuwe generatie kwam terecht in sloppenwijken die snel uitbreidden zonder centrale planning. Volgens het Habitatrapport van de Verenigde Naties van 2003 woont bijna een miljard mensen wereldwijd in sloppenwijken. Dat is ongeveer een derde van de stedelijke bevolking in de wereld.

## Recyclebaar afval
Recyclebaar afval omvat onder meer:
- Plastic
- Plaatwerk, metaal, elektronisch schroot → schrootverzamelaar
- Papier → papierrecycling
- Lege flessen en blikjes → inname van statiegeldflessen en -blikken
- Textiel → voddenman
- Overgebleven voedsel → schillenboer

## Sociale kosten
De verzameling van afval door afvalrapers brengt de volgende risico's met zich mee:
- Ziektes: het gebrek aan hygiëne, het drinkwaterprobleem, de muggen en natuurlijk de gevaarlijke voorwerpen in het afval zorgen voor ziektes en verwondingen, zoals:
  - ademhalingsproblemen veroorzaakt door dampen en gassen op de belt of door afvalverbranding
  - ondervoeding
  - suikerziekte
  - knokkelkoorts
  - schimmelziekten
  - tuberculose
  - verwondingen kunnen bloedvergiftiging en abcessen veroorzaken
- Kinderarbeid: kinderen die afval verzamelen gaan niet of minder naar school, met minder kans op verbetering van hun leefomstandigheden als gevolg.
- Zwerfvuil: afvalrapers op straat verspreiden soms afval uit vuilniszakken.